# Tàngara de Rothschild
La tàngara de Rothschild (Bangsia rothschildi) és una espècie d'ocell de la família dels tràupids (Thraupidae).

## Descripció
Ocell molt vistós, principalment negre amb un pegat groc al pit, en forma de mitja lluna. També taques grogues a l'abdomen i les ales.

## Hàbitat i distribució
Habita la selva humida de les terres baixes de l'oest de Colòmbia i nord-oest de l'Equador.